# Hylodesmum longipes
Hylodesmum longipes är en ärtväxtart som först beskrevs av Adrien René Franchet, och fick sitt nu gällande namn av Hiroyoshi Ohashi och Robert Reid Mill. Hylodesmum longipes ingår i släktet Hylodesmum och familjen ärtväxter. Inga underarter finns listade i Catalogue of Life.